# Хунан (полководец)
Хунан (монг. Хунан — «трёхлетний») — монгольский нойон-тысячник, живший в конце XII — первой половине XIII века, сподвижник Тэмуджина-Чингисхана, а позже — его старшего сына Джучи.

## Биография
Хунан был предводителем монгольского племени гэнигэсов, входившего в ветвь т. н. нирун-монголов. Когда молодой Тэмуджин после разрыва со своим побратимом Джамухой принял решение откочевать и основать собственный улус, Хунан и его люди стали одними из первых, кто присоединился к набиравшему авторитет нойону. Хотя в «Сокровенном сказании» и других известных источниках по истории монголов отсутствуют какие-либо упоминания о деятельности Хунана, известно, что он пользовался полным доверием у Чингисхана и был пожалован им в нойоны-тысячники на великом курултае 1206 года. Сохранились и слова Чингисхана, обращённые к Хунану во время раздачи привилегий вернейшим из своих сподвижников:

Я скажу, чем был для вас этот Хунан. Для вас Боорчу с Мухалием и прочими нойонами, как и для вас, Додай с Дохолху и прочими чербиями:
В черную ночь обернётся он волком,
Белым же днём — чёрным вороном станет.
Коли стоянка — не тронется с места,
Коли поход — остановок не знает.
Перед высоким — не знал лицемерья,
Как откровенности — перед врагом.— «Сокровенное сказание монголов», § 210
В дальнейшем Хунан, оставаясь тысячником во главе своих гэнигэсов, был приставлен к старшему сыну Чингиса Джучи.